# Casa Corvi
Casa Corvi è una frazione del comune italiano di Pontremoli, nella provincia di Massa-Carrara.

## Geografia fisica
La frazione di Casa Corvi sorge alle pendici nord-orientali del Monte Codolo, in continuità urbana con la periferia settentrionale di Pontremoli, lungo viale Cabrini. Il borgo si trova lungo la riva occidentale del torrente Verde, nel punto dove accoglie nel suo corso il torrente Betigna, che lambisce il paese a nord.
La frazione confina a sud con il capoluogo comunale di Pontremoli, a ovest con Bassone, a nord con Vignola e ad est con il corso del torrente Verde.

## Storia
Nel territorio di Casa Corvi sono stati rinvenuti alcuni resti faunistici preistorici, in particolare un cranio di rinoceronte e le ossa di un mastodonte che Giovanni Capellini ricondusse alla specie detta Anancus avernensis.
Il borgo risale al XVI secolo ed è legato alla figura di frate Bartolomeo Corvi «de summo Verdeno», che qui risiedeva insieme ad altri suoi famigliari che dettero vita al paese; Verdeno era il nome della località prima che questa prendesse il nome della famiglia Corvi. In un documento pontremolese del 1526, si trova scritto: «A dì 15 aprile, dovendosi convocare il Consiglio Generale, essi, congregati nel piano di Verdeno vicino alla Casa dei Corvi, tentano di fare consiglio contro i pontremolesi». Il toponimo Casa Corvi dovette imporsi in questi decenni, in quanto lo ritroviamo citato in questa forma nello statuto di Pontremoli del 1571.

## Monumenti e luoghi d'interesse
Al centro della frazione si trova l'oratorio di San Genesio, costruito nel 1727. L'edificio è realizzato in muratura in pietra e si presenta con facciata a capanna e interno ad aula unica intonacato ed affrescato, soprattutto nel presbiterio. La presenza di alcune murature in laterizio testimonia alcuni ampliamenti successivi.
Poco distante dall'oratorio si trova la moderna chiesa parrocchiale di San Bartolomeo, che ha sostituito la suddetta cappella nelle funzioni religiose. Edificata nel corso degli anni sessanta del XX secolo – la posa della prima pietra per la canonica è avvenuta il 3 luglio 1960 – si presenta come un massiccio edificio a volume unico con copertura a capanna e facciata intonacata. Lo stile è decisamente essenziale ed è caratterizzato da una intelaiatura in cemento armato.

## Società

### Tradizioni e folclore
- San Bartolomeo
- San Genesio
- Madonna delle Grazie
- Natività di San Giovanni Battista